# 巾筒
巾筒（きんとう）は、茶道、煎茶道で茶巾を入れる道具。「茶巾筒」。

## 茶道の巾筒
茶箱及び茶籠に茶巾を入れる容器で、多くは陶磁器製の筒状であるが、金物、漆器製もある。箱型のものは茶巾箱と呼ぶ。同じく茶箱に仕組む振り出し、茶碗と揃いになった物もある。
茶道の場合は、巾筒を使うのはほぼ茶箱手前に限られ、室内での手前には使わない。茶箱手前を制度化している裏千家の作法に則って以下、使い方について簡単に解説する。
茶巾は作法通り畳んで絞って水気を取った後に耳を上にして巾筒にいれ、巾筒は茶箱の真ん中やや右より、茶碗の右奥あたりに入れておく。1度目の茶筅通しの前の湯を入れたところで、茶箱から巾筒ごと茶巾を取り出し、巾筒は箱の中に戻しておく。片づけるときには巾筒を左手に持ち、茶巾は右手に持って巾筒の胴に当て、くるくると巻く。その巻いた状態のまま茶巾を巾筒の中に入れ、巾筒は茶箱の中の最初の場所に戻す。

## 煎茶道の巾筒
煎茶道の場合はすべての手前に巾筒を使う。蓋付きの物は「巾盒」「巾函」、皿状の物は「巾承」「巾床」という。他流派によっては「巾合」とも言われる。
材質は陶磁器製が多いが、金属製、漆器、玉製のものもある。また流派によっては2段重ねの物も使用される（茶巾を2枚使うため）。
また煎茶の場合は盆を拭くためのやや大きめの茶巾を別に準備するが、これを入れるものは「盆巾入」といって、巾筒とは区別されることが多い。